# Comunitat d'aglomeració Plaine Vallée
La Comunitat d'aglomeració Plaine Vallée (en francès: communauté d'agglomération Plaine Vallée) és una estructura intercomunal del departament de la Val-d'Oise, a la regió de l'Illa de França.
Creada al 2016, està formada per 18 municipis i la seu es troba a Montmorency.

## Municipis
1. Andilly
2. Attainville
3. Bouffémont
4. Deuil-la-Barre
5. Domont
6. Enghien-les-Bains
7. Ézanville
8. Groslay
9. Margency
10. Moisselles
11. Montlignon
12. Montmagny
13. Montmorency
14. Piscop
15. Saint-Brice-sous-Forêt
16. Saint-Gratien
17. Saint-Prix
18. Soisy-sous-Montmorency